# Tempelbezirk von Möhn
Der Tempelbezirk von Möhn ist ein römisches Quellheiligtum im Landkreis Trier-Saarburg, Ortsgemeinde Welschbillig, in Rheinland-Pfalz (Deutschland).

## Lage und Bedeutung
Der Tempelbezirk liegt in Möhn rund 12 Kilometer nördlich von Trier, circa einen Kilometer östlich der Via Agrippa (römische Fernstraße von Trier über Bitburg nach Köln).
Die Forschung spricht der Tempelanlage eine überregionale Bedeutung zu: Felix Hettner vermutet in ihr das Hauptheiligtum der umliegenden Ortschaften. Laut Marcello Ghetta handelt es sich um den bedeutendsten Tempelbezirk in der südlichen Eifel.

## Ausgrabung
Nach privaten Ausgrabungen durch einen der Grundstücksbesitzer im Winter 1886/87 wurde der Komplex von April bis Juni 1887 durch das Provinzialmuseum Trier archäologisch untersucht. Der ausführliche Grabungsbericht erschien 1901 im Rahmen einer Monographie von Hettner, die neben Möhn auch die weiteren Tempelbezirke von Dhronecken und Gusenburg behandelt. In der Folgezeit wurden immer wieder Streufunde gemacht. Bis jetzt ist der Tempelbezirk nicht abschließend archäologisch untersucht worden, weshalb die exakte Ausdehnung noch unbekannt ist.

## Kultbezirk
Innerhalb einer Temenosmauer, von der aber nur zwei Abschnitte ergraben wurden, sind drei dicht beieinander liegende Tempel nachgewiesen worden.
Beim größten handelt es sich um einen gallo-römischen Umgangstempel. Die Cella ist 11,95 × 13,30 m groß. Um sie verläuft der Umgang mit einer Breite von 3–3,25 m. Mehrere zum Umgang zugehörige Sandsteinsäulen haben sich in Teilen erhalten, ebenso Stücke der qualitätvoll verputzten und rot angemalten Brüstungsmauern zwischen den Säulen. Hier, im Umgang, wurde ferner das Statuenpostament mit Inschrift für Mars Smer[---] und [Anc]amna aus Kalkstein gefunden.
Direkt südwestlich an diesen Tempel schließt sich ein weiterer an. Die rechteckige Cella ist 8,50 × 4,31 m groß und hat an einer ihrer Schmalseiten einen apsidenartigen Abschluss. Die Cella dieses Tempels befindet sich nicht im Zentrum des Umgangs, der an zwei Seiten 1,10 m, an der dritten Seite 1,90 m und an der vierten 3,00 m breit ist. In diesem Gebäude fanden sich unter anderem ein großer Togatus, dem der Kopf, die Füße und der linke Unterarm fehlen, zwei Porträtköpfe von weiteren Standbildern jüngerer Männer und ein schwer beschädigter Löwe – sämtlich aus Kalkstein. Hettner denkt, dass es sich um Andenken an Verstorbene handelt, und erkennt auch im Löwen einen Hinweis „auf den Totenkultus“. In der Forschung durchgesetzt hat sich dagegen Josef Steinhausens Erklärung, dass es sich um Stifter handelt, die ihr eigenes Bildnis als Votiv darbrachten.
Nur 50 cm weiter westlich befindet sich ein dritter Tempel ohne Umgang mit den Maßen 9,20 × 8,15 m. In ihm kamen unter anderem viele thronende Göttinnen aus Terrakotta mit Füllhorn und Früchten zum Vorschein. Da die Tempel in einer Flucht stehen, dürften sie etwa gleichzeitig errichtet worden sein, Hettner vermutet im ausgehenden 1. Jahrhundert n. Chr.
Ein weiteres, kleineres Gebäude mit den Maßen 2,30 × 2,40 m, in der Forschung als „Kapelle“ angesprochen, befand sich einige Meter von den drei zusammengehörigen Tempeln entfernt. Erhalten hat sich nur der Estrich; die Mauern fehlten, weil sie wahrscheinlich bereits in römischer Zeit abgetragen wurden. Da dieses Gebäude anders ausgerichtet war, dürfte es auch aus einer anderen Zeit stammen als die drei Tempel.
Wohl noch innerhalb der Temenosmauern, und zwar im nordwestlichen Bereich, befand sich eine mittels halbwalzenförmiger Sandsteine eingefasste Quelle. Dieser Umstand – zwei weitere Quellen wurden in der direkten Umgebung ausgemacht – und der Fund von über 1500 Münzen machen es sehr wahrscheinlich, dass der sakrale Bezirk ein Quellheiligtum darstellt. Vermutet wird, dass es sich bei Mars und Ancamna um die Hauptgottheiten des Tempelbezirks handelt. Nahebei ist aber auch ein Relief des Apollo aus Kalkstein entdeckt worden, eines Gottes, der gut zu einem Quellheiligtum passt. Vergleichbar ist beispielsweise das Quellheiligtum Burgbrohl-Bad Tönisstein, das in der Vulkaneifel liegt und aus dem fünf Inschriften bekannt sind, von denen vier Apollo und/oder den Nymphen gewidmet sind. In beiden Heiligtümern, demjenigen in Möhn wie auch demjenigen in Burgbrohl-Bad Tönisstein, wurde eine beträchtliche Anzahl an keltischen bzw. spätrepublikanischen Münzen gefunden, die eine vorrömische Nutzung beider Kultplätze nahelegen. Tempel wurden an beiden Orten dann erst durch die Römer errichtet. Die spätesten im Bereich der Heiligtümer gefundenen Prägungen wurden jeweils unter Kaiser Arcadius (395–408 n. Chr. im Osten des Imperiums) geschlagen, was die anhaltende Beliebtheit von Quellheiligtümern auch im christlich dominierten Imperium demonstriert.
Das Quellheiligtum in Möhn war – so zeigen die vielen spätantiken Münzen und auch Restaurierungsmaßnahmen an den Gebäuden – bis zum Ende des 4. Jahrhunderts in Betrieb, bevor es durch Feuer zerstört wurde, wie archäologisch nachgewiesene Brandschichten nahelegen.

## Theater
Im Südwesten des Tempelbezirks, schon außerhalb des Temenos, aber direkt an diesen anschließend, wurden Teile eines Theaters nachgewiesen. Die Cavea (Zuschauertribüne) besaß einen inneren Durchmesser von 43 m. Zwar steht auch das Theater nicht in einer Flucht mit den drei Tempeln, doch liegt ein Zusammenhang zwischen Theater und Tempelbezirk, wie er an vielen anderen Orten in den Nordwestprovinzen belegt ist, sehr nahe. Ferner hat man beim Bau der Cavea das ansteigende Terrain berücksichtigt. Im Westen schließt sich ein weiteres Gebäude mit den Maßen 18 × 12 m an das Theater an. Dieser Bau wird als Geräte- oder Vorratsraum angesehen.

## Vicus
Südöstlich, nördlich und nordöstlich des Kultbezirks wurden Strukturen angeschnitten, die als zu einem römischen Vicus zugehörig angesehen werden, der vielleicht die übliche Infrastruktur von Vici bei Heiligtümern aufwies („Wohn- und Unterkunftshäuser, Verkaufsstellen von Devotionalien, Badegebäude usw.“). Der Vicus ist bislang unerforscht. Verschiedene Streufunde in seinem Bereich deuten auf Metallhandwerk hin.